# From the Gutter to the Stage
A From the Gutter to the Stage az amerikai Savatage 1995-ben megjelent válogatásalbuma, melyet a JVC Victor kiadó jelentetett meg. A lemez átöleli az együttes pályafutását a kezdetektől 1995-ig. A limitált kiadás egy bónusz korongot is tartalmazott, melyre elfekvő, kiadatlan dalok kerültek.

## Számlista

### Disc 1
1. "Sirens (koncertfelvétel)" – 3:50
2. "Power of the Night" – 4:21
3. "Prelude to Madness (instrumentális)" – 3:12
4. "Hall of the Mountain King" – 5:33
5. "24 Hours Ago" – 4:55
6. "Gutter Ballet" – 6:19
7. "When the Crowds Are Gone" – 5:45
8. "Silk and Steel (instrumentális)" – 2:47
9. "New York City Don't Mean Nothing" – 4:03
10. "Agony and Ecstasy" – 3:34
11. "Believe" – 5:41
12. "Edge of Thorns" – 5:56
13. "Chance" – 7:49
14. "Mozart and Madness (instrumentális)" – 5:02
15. "One Child" – 5:14

### Limitált kiadás bónusz lemeze
1. "Shotgun Innocence" – 3:32
2. "Forever After" – 4:19
3. "This Is Where You Should Be" – 4:55
4. "DT Jesus" – 4:53